# Miguty
Miguty (del ruso: Мигуты) es un jútor del raión de Kanevskaya del krai de Krasnodar del sur de Rusia. Está situado a orillas del río Miguta, 14 km al este de Kanevskaya y 124 km al norte de Krasnodar, la capital del krai.  Tenía 513 habitantes en 2010.
Pertenece al municipio Starodereviankovskoye.